# واقعية (حركة فنية)

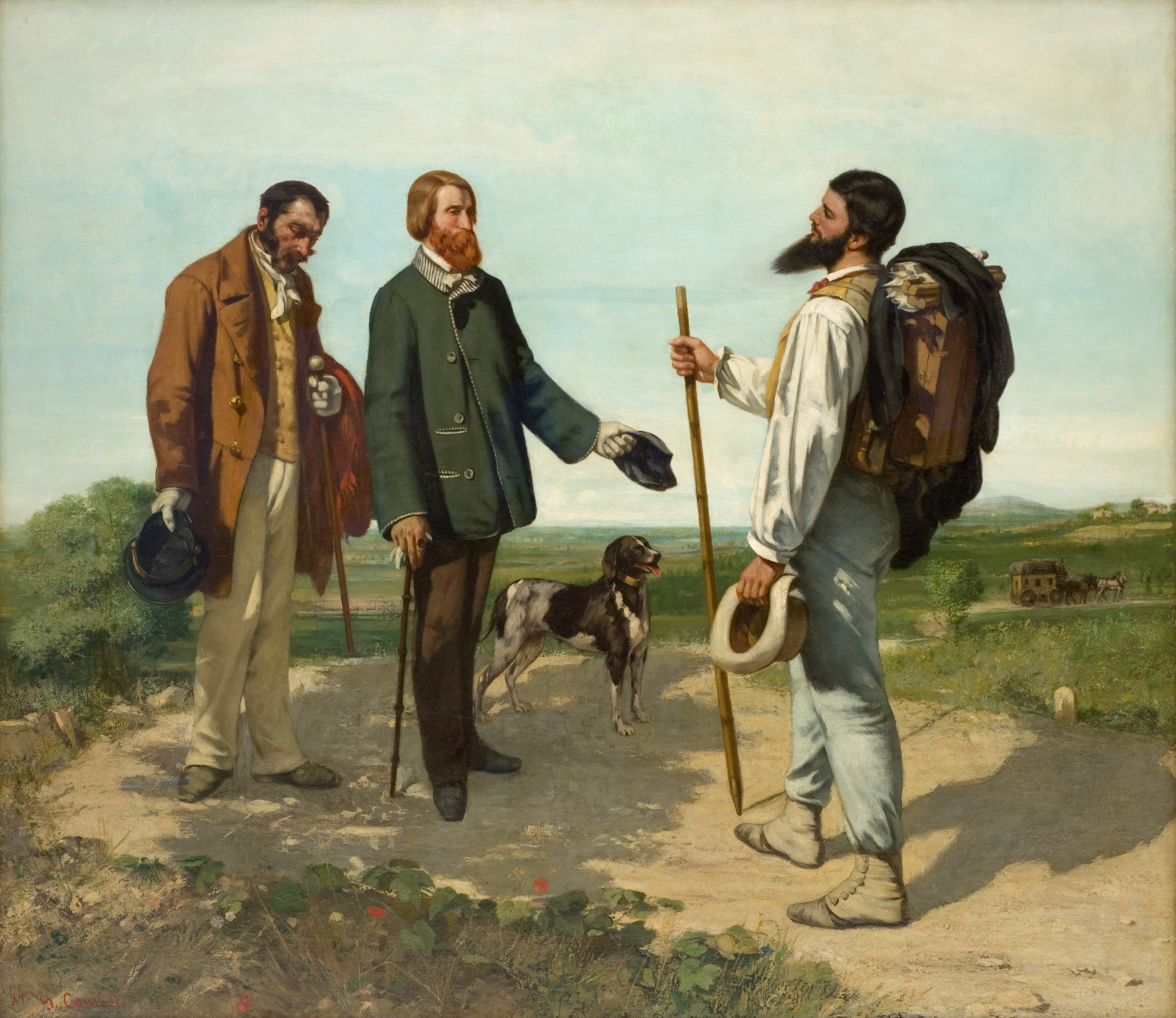

الواقعية، حركة فنية ظهرت في فرنسا في أربعينيات القرن التاسع عشر، نحو ثورة 1848. رفض الواقعيون الرومانسية، التي سيطرت على الأدب والفن الفرنسي منذ أوائل القرن التاسع عشر. ثارت الواقعية ضد الموضوعات الفنية زاهية الألوان والعاطفية المبالغ بها والدرامية التي تبنتها الحركة الرومانسية. بدلاً من ذلك، سعت إلى تصوير شخوص ومواقف حقيقيةٍ نموذجية بصدقٍ ودقة، وعدم تجنب جوانب الحياة غير السارة أو المخزية. تهدف الحركة إلى التركيز على الموضوعات والأحداث غير المثالية التي لم تحظَ سابقًا بمقبولية في الأعمال الفنية. تصور الأعمال الواقعية أشخاصًا من جميع الفئات في مواقف تحدث في الحياة العادية، وغالبًا تعكس التغيرات التي أحدثتها الثورات الصناعية والتجارية. كانت الواقعية مهتمةً بشكل أساسي بالأشياء كما تبدو عيانًا، بدلاً من اهتمامها بالإغراق في تصوير العالم المثالي. نمت شعبية مثل هذه الأعمال «الواقعية» مع إدخال التصوير الفوتوغرافي – والذي كان مصدرًا مرئيًا جديدًا أوجد رغبة للناس في تقديم تصاوير واقعية بموضوعية.
يصور الواقعيون الموضوعات والمواقف اليومية على هيئتها المعاصرة، ويحاولون تصوير الأفراد من جميع الطبقات الاجتماعية بطريقة مماثلة. استخدموا لوحات بألوان ترابية قاتمة لتجاهل الجمال والمثالية التي كانت موجودة عادة في الأعمال الفنية. أثارت هذه الحركة جدلاً لأنها انتقدت القيم الاجتماعية والطبقات العليا عن قصد، بالإضافة إلى أنها أدخلت قيمًا جديدةً جاءت مع الثورة الصناعية. تعتبر الواقعية على نطاق واسع بداية للحركة الفنية الحديثة بسبب سعيها نحو دمج الحياة العصرية والفن معًا. جرى تجنب المثالية الكلاسيكية والعاطفية الرومانسية والدراما بنحوٍ متساوٍ، وغالبًا لم تُنَمَّق أو تُحذف الجوانب المزرية أو غير المرتبة من موضوعات الفن. تؤكد الواقعية الاجتماعية على تصوير الطبقة العاملة، ومعاملتها بنفس الجدية التي تحظى بها الطبقات الأخرى في الفن، ولكن الواقعية، كونها مثالًا في تجنب التصنع، كانت أيضًا تسعى للواقعية في التعامل مع العلاقات الإنسانية والعواطف. رُفِضَت معاملة الأشخاص بطريقة بطولية أو عاطفية.
قاد الواقعية كحركة فنية غوستاف كوربيه في فرنسا. انتشرت في جميع أنحاء أوروبا وكانت مؤثرةً في ما تبقى من القرن وما بعده، ولكن مع تبنيها في الحركة العامة للرسم، أصبحت أقل شيوعًا وفائدةً في كونها مصطلحًا لتحديد الأسلوب الفني. بعد وصول الانطباعية والحركات اللاحقة التي قللت من أهمية الأعمال الواقعية الدقيقة، أصبحت غالبًا تشير ببساطة إلى استخدام أسلوب رسم أكثر تقليدية وتشددًا. استخدمتها العديد من الحركات والاتجاهات الحديثة في الفن، بعضها يتضمن تمثيلًا واقعيًا دقيقًا، مثل الرسم بأدقّ التفاصيل (الفوتوريالزم)، والبعض الآخر يصور موضوعًا «واقعيًا» بالمعنى الاجتماعي، أو في كلا الجانبين.

## البدايات في فرنسا

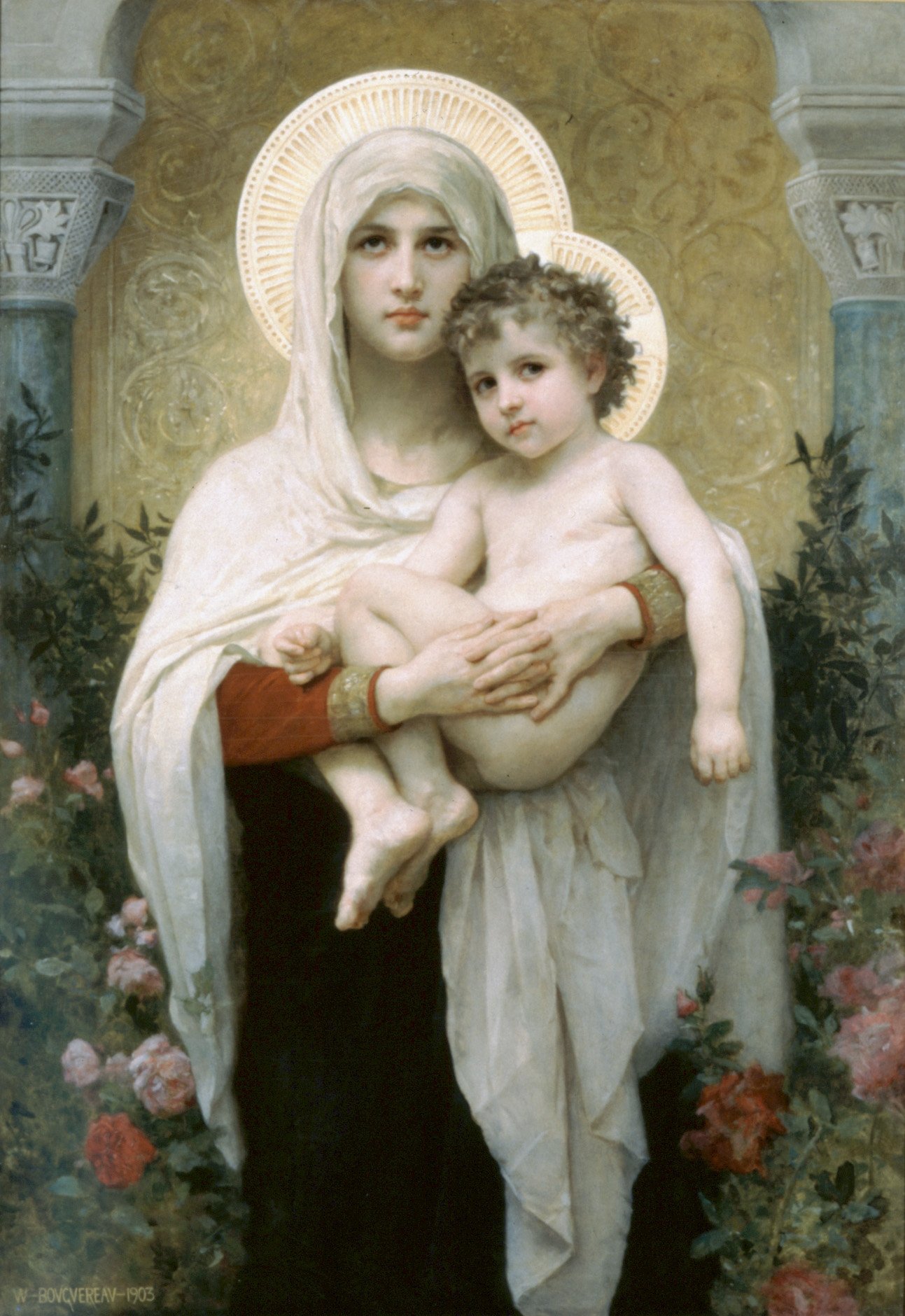
مادونا الورود بريشة ويليام بوغيرو 1903. قصر ليندهيرست، نيويورك.

بدأت الحركة الواقعية في منتصف القرن التاسع عشر كرد فعل على الأساليب الفنية الرومانسية والتاريخية. كمحاولة لإعلاء شأن تصوير الحياة «الواقعية»، استخدم الرسامون الواقعيون الطبقة العاملة، والناس العاديين الموجودين في محيطٍ اعتيادي وهم يشاركون في أنشطة حقيقية كمواضيع لأعمالهم. كان الممثلون الرئيسيون للواقعية هم غوستاف كوربيه، وجان فرانسوا ميليه، واونوريه دومييه، وجان بابتيست-كامي كورو. يرتبط جول باستيان لوباج ارتباطًا وثيقًا ببداية الطبيعية، وهو أسلوب فني نشأ من المرحلة اللاحقة للحركة الواقعية ومهد لوصول الانطباعية.
استخدم الواقعيون تفاصيل غير مُجَمَّلة تصور وجود الحياة المعاصرة العادية، بالتزامن مع الأدب الطبيعي المعاصر لإميل زولا، وأونوريه دي بلزاك، وجوستاف فلوبير.
كان كوربيه المؤيد الرئيسي للواقعية وتحدى الرسم التاريخي الشعبي الذي كانت تفضله أكاديمية الفنون التي ترعاها الدولة. صورت لوحتاه الرائدتان دفن في أورنان ومحطمو الصخور، أناسًا عاديين من منطقته الأم. رُسمت اللوحتان على لوحتي كانفاس ضخمتين من النوع الذي يُستخدَم عادةً في اللوحات التاريخية. على الرغم من أن أعمال كوربيه المبكرة كانت تحاكي الطريقة الأنيقة للأساتذة القدامى مثل رامبرانت وتيتيان، لكنه تبنى بعد عام 1848 أسلوبًا جريئًا غير أنيقٍ، مستوحى من المطبوعات الشعبية، وعلامات المتاجر، وغيرها من أعمال الحرفيين الشعبيين. في لوحته، محطمي الصخور (أول لوحة له تثير الجدل)، تجنب كوربيه التقليد الريفي في تمثيل البشر في انسجام مع الطبيعة. بدلًا عن ذلك، صوّر رجلين جنبًا إلى جنبٍ على جانب طريق صخري لا يبعث السرور في النفس. ويؤكد إخفاء وجوههم على الطبيعة اللاإنسانية لعملهم الرتيب المتكرر.

## خارج فرنسا
كان لدى الحركة الواقعية الفرنسية مرادفات أسلوبية وإيديولوجية في جميع الدول الغربية الأخرى، تطورت إلى حد ما في وقت لاحق. تميزت الحركة الواقعية في فرنسا بروح التمرد ضد الدعم الرسمي القوي للرسومات التاريخية. في البلدان التي كان فيها الدعم الرسمي للرسومات التاريخية أقل هيمنة، لم يقدم الانتقال من التقاليد الراهنة للرسم إلى الواقعية مثل هذا الانقسام. كانت الحركة الواقعية المهمة خارج فرنسا هي مجموعة بيريدفينيكي أو الهائمون في روسيا التي تشكلت في ستينيات القرن التاسع عشر ونظمت معارِض من عام 1871 شملت العديد من الواقعيين مثل فنان النوع فاسيلي بيروف، وفناني المناظر الطبيعية إيفان شيشكين، وأليكسي سافرافوف، وأركيب كويندزي، وفنان الحرب فاسيلي فرشاغن، والفنان التاريخي فاسيلي سوريكوف، وبشكل خاص، إيليا ريبين، الذي يعتبره الكثيرون أكثر الفنانين الروس شهرةً في القرن التاسع عشر.
كان أقوى تأثير لكوربيه في ألمانيا، حيث كان من بين الواقعيين البارزين أدولف مينزل وويلهيلم لايبل وويلهيلم تروبنر وماكس ليبرمان. التقى كوربيه لايبل والعديد من الرسامين الألمان الشباب في عام 1869 عندما زار ميونيخ لعرض أعماله وإظهار طريقته في استيحاء الرسم من الطبيعة. في إيطاليا، رسم فنانو مجموعة ماكيايولي مشاهد واقعية للحياة الريفية والحضرية. أثّرت أساليب وموضوعات مدرسة لاهاي للواقعيين في هولندا تأثيرًا قويًا على الأعمال المبكرة لفنسنت فان خوخ. في بريطانيا، حقق فنانون مثل الأمريكي جيمس مكنيل ويسلر، بالإضافة إلى الفنانين الإنجليز فورد مادوكس براون وهوبرت فون هيركومر ولوك فيلدز نجاحًا كبيرًا في اللوحات الواقعية التي تتناول القضايا الاجتماعية وتصوير العالم «الحقيقي».
في الولايات المتحدة، كان وينسلو هومر وتوماس إيكيز واقعيين رائدين في مدرسة أشكان، وهي حركة فنية تعود إلى أوائل القرن العشرين ومقرها مدينة نيويورك إلى حد كبير. شملت مدرسة أشكان فنانين مثل جورج بيلوز وروبرت هنري، وساعدت على تحديد الواقعية الأمريكية في ميلها لتصوير الحياة اليومية لأفراد المجتمع الأكثر فقراً.
في وقت لاحق في أمريكا، أخذ مصطلح الواقعية أشكالًا وتعديلاتٍ جديدة بمجرد وصول الحركة إلى السريالية الأمريكية وتطور الواقعية السحرية عن الحركة الواقعية الفرنسية في ثلاثينيات القرن العشرين، وتطورت الواقعية الجديدة في خمسينيات القرن العشرين. تعتبر هذه الحركة الفرعية الفن موجودًا في حد ذاته لمعارضة تمثيل العالم الحقيقي. في أمريكا المعاصرة، يُنظر إلى فن الواقعية عمومًا على أنه أي شيء لا يقع في فئة الفن التجريدي، وبالتالي يشمل في الغالب الفن الذي يصور الوقائع.